# Doves
Doves é uma banda de rock alternativo, originária de Wilmslow, Cheshire, noroeste da Inglaterra. A banda é composta pelos irmãos gêmeos Jez Williams (vocal e guitarra), Andy Williams (vocal e bateria), e Jimi Goodwin (vocal, baixo e guitarra). Eventualmente, quando a banda encontra-se em turnês, o músico Martin Rebelski participa tocando teclado. A banda possui quatro álbuns gravados em estúdio, dos quais, dois deles concorreram ao Mercury Prize Awards do Reino Unido. Seu primeiro álbum de compilações musicais chama-se The Places Between: The Best of Doves, lançado em Abril de 2010.
Atualmente a banda Doves encontra-se em um hiato desde 2010, e nesse ínterim, Jimi Goodwin lançou em 2014, o seu primeiro álbum em carreira solo, chamado Odludek, já os irmãos Williams formaram um novo grupo, chamado Black Rivers.

## Discografia

### Álbuns
- Lost Souls - 4 de abril de 2000
- The Last Broadcast - 19 de abril de 2002
- Some Cities - 21 de fevereiro de 2005
- Kingdom Of Rust - 6 de abril de 2009

### Coletâneas
- The Best Of Doves - 5 de abril de 2010

### Compilações e remixes
- Lost Sides - 29 de setembro de 2003 compilação de lados b